# Diplusodon bolivianus
Diplusodon bolivianus är en fackelblomsväxtart som beskrevs av T. B. Cavalcanti och S. A. Graham. Diplusodon bolivianus ingår i släktet Diplusodon och familjen fackelblomsväxter. Inga underarter finns listade i Catalogue of Life.